# Бубал Хантера
Буба́л Ха́нтера, или хиро́ла (лат. Beatragus hunteri) — млекопитающее из подсемейства Бубалов (Alcelaphinae) семейства Полорогих (Bovidae), вид выделяется в монотипный род Хиролы (Beatragus). Иногда рассматривается как подвид топи (Damaliscus lunatus). Видовое название получил в честь зоолога H.C.V. Hunter, открывшего этот вид в 1888 году.

## Внешний вид
Хиролы имеют длинные ноги и длинное тело. Лицо также длинное, с выпуклым лбом и относительно короткой шеей. Общая длина тела составляет 120—205 см, из них длина хвоста — 30—45 см; высота в холке 100—125 см; масса тела от 65 то 155 кг, в среднем составляет 110 кг.
Шерсть, как правило, состоит из смеси мягких и грубых волос, окрас которых колеблется от коричневого до шиферно-серого. Уши и хвост белые, кончики ушей чёрные. От одного глаза к другому проходит белая линия. Рога и у самцов, и у самок тонкие, изогнутые. Длина рогов составляет около 70 см.

## Поведение

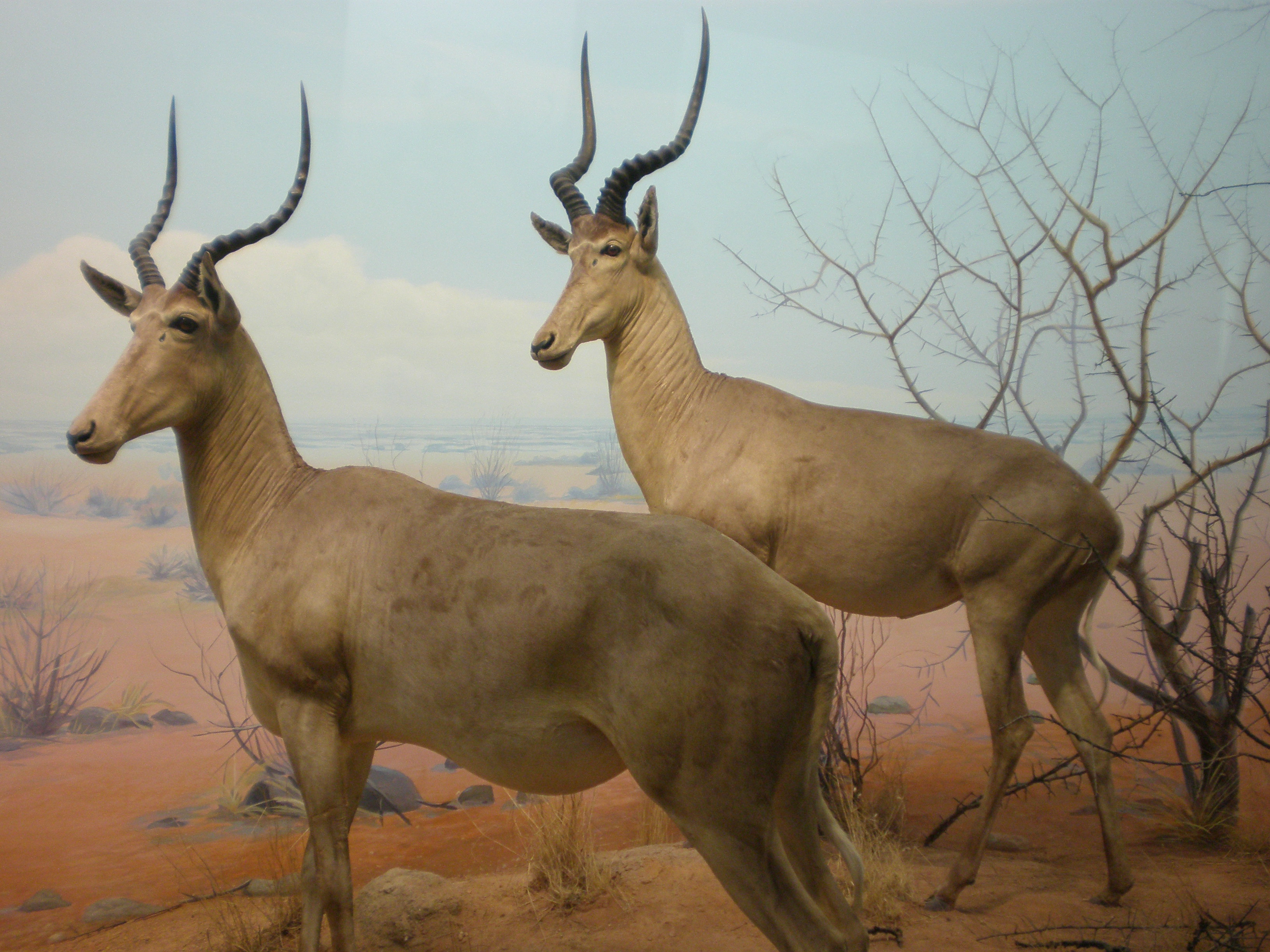
Пара хирол

Хирола живет в группах, которые состоят из территориальных самцов, самок и их детёнышей. Также могут встречаться небольшие группы из самцов-холостяков. Численность групп колеблется от 15—40 до нескольких сотен животных, в зависимости от времён года.
Хиролы наиболее активны в утренние и вечерние часы.
Секрет предглазничных желез используется самцами во время конкуренции за доступ к самкам. Самки также могут сообщить о своей готовности к размножению при помощи химических сигналов.
Естественные места обитания — полузасушливые кустарники и открытые кустарниковые луга.
Хиролы — травоядные животные. Основу питания составляют разнообразные травы. Именно от того, насколько хорошо растёт трава, и зависят миграции этих животных. Наиболее активно они питаются утром и вечером. Пасутся на площади около 4 км². Долгое время могут обойтись без воды благодаря снижению своей активности.
Перед сезоном размножения самцы соревнуются между собой за право обладать самками, а также для защиты своей территории, на которой они поддерживают целый гарем из 7—8 самок. Самец позирует перед самками и привлекает их при помощи выделений предглазничных желез и шарканья копытами. Когда самцы дерутся между собой, они становятся на колени.
Спаривание происходит в начале дождливого сезона (в марте или апреле), телята рождаются во время непродолжительного сезона дождей в октябре-ноябре. Беременность длится от 7 до 8 месяцев, рождается один телёнок. Самки заботятся о своих детёнышах, которые способны к передвижению уже сразу после рождения. Перед родами самки отделяются от стада на две недели. Именно в это время они наиболее уязвимы перед хищниками. Когда телёнок достигает годовалого возраста, он отделяется от стада и вступает в группу из хирол годовалого возраста.
Половая зрелость у самок наступает к 2—3 годам, у самцов — к 3—4 годам. В неволе средняя продолжительность жизни составляет 10,2 года. Продолжительность жизни в дикой природе неизвестна.

## Распространение
Хирола является эндемичной для северо-восточных районов Кении и юго-западных районов Сомали. Ранее хиролы были распространены на площади 17 900—20 500 км², сегодня площадь их распространения составляет примерно 8 000 км².

## Охранный статус
В 1979 году около 16 000 хирол обитало в Кении, на площади 17 900 км². Их численность сократилась в середине 1970-х годов, примерно до 7 000 в 1983 году; в период между 1983 и 1985 годом наблюдалось резкое снижение численности хирол в связи с засухой 1984 года. По наблюдениям 1995—1996 годов, в Кении проживало от 500 до 2 000 хирол. В Сомали в 1979 году было около 2 000 хирол; на сегодняшний их очень мало, если они вообще сохранились. В настоящее время численность хирол продолжает сокращаться. Угрозами для популяции хирол являются охота, болезни, засухи, потеря мест обитания и конкуренция с домашним скотом. Вследствие отсутствия эффективной защиты хиролы являются мишенью для браконьеров. Это одна из самых редких антилоп в Африке. Рекомендации по долгосрочному сохранению популяции хиролы были включены в план природоохранной деятельности в Кении. В настоящее время только две хиролы содержатся в неволе.